# Danielle Fishel
Danielle Christine Fishel (Mesa, Arizona; 5 de mayo de 1981) es una actriz estadounidense, principalmente conocida por su papel de Topanga Lawrence en la serie Boy Meets World.

## Vida personal
A los 27 años, Fishel comenzó a asistir a la Universidad de California (CSUF), graduándose en 2013. Durante sus estudios de Universidad, se convirtió en profesora de matemáticas, llevándola a conocer a Tim Belusko. Tras tres años de noviazgo, se comprometieron en mayo de 2012. Se casaron el 19 de octubre de 2013 en Los Ángeles. En mayo de 2016, fue hecho público que ella le había pedido el divorcio en 2015. Los trámites fueron finalizados en 2016. En julio de 2017 anunció su noviazgo con el productor Jensen Karp. En marzo de 2018, Fishel y Karp se comprometieron. Se casaron el 4 de noviembre de 2018.
Fishel anunció en enero de 2019 que esperaba su primer hijo.
Dio a luz a un niño llamado Adler Lawrence Karp el 24 de junio de 2019, siendo un mes prematuro.
En mayo de 2021 anunció su segundo embarazo.
El 29 de agosto de 2021 nació su segundo hijo, Keaton Joseph Karp.
El 19 de agosto de 2024 anunció que padecía cáncer de mama.

## Filmografía

### Cine
- 2000: Longshot: Gloria
- 2003: National Lampoon Presents Dorm Daze: Marla
- 2004: Game Box 1.0: Kate / Princesse
- 2006: The Chosen One: Donna Goldstein (voz)
- 2006: Dorm Daze 2: Marla

### Televisión
- 1992-1993: Full House (serie de televisión): Jennifer P.
- 1993: Harry and the Henderson (serie de televisión): Jessica
- 1993-2000: Boy Meets World (serie de televisión): Topanga Lawrence
- 1996: Kirk (serie de televisión): Heather
- 2000: Rocket's Red Glare (película de televisión): Sarah Miller
- 2001-2002: Nikki (serie de televisión): Stacy
- 2002: The Nightmare Room (serie de televisión): Camp Counselor
- 2003: Yes, Dear (serie de televisión): Katie
- 2014-2017: Girl Meets World (serie de televisión): Topanga Lawrence Matthews
- 2015-2016: Gravity Falls Pyronica (3 episodios) (voz)